# 維什尼察亞河
維什尼察亞河（烏克蘭語：Вишниця），是烏克蘭的河流，位於該國西部，流經利沃夫州的德羅霍貝奇區，屬於季斯梅尼齊亞河的支流，河道全長11公里，流域面積24平方公里。